# Бер-Флет (Аризона)
Бер-Флет (англ. Bear Flat) — переписна місцевість (CDP) в США, в окрузі Гіла штату Аризона. Населення — 11 осіб (2020).

## Географія
Бер-Флет розташований за координатами 34°17′33″ пн. ш. 111°4′3″ зх. д. / 34.29250° пн. ш. 111.06750° зх. д. (34.292399, -111.067383).  За даними Бюро перепису населення США в 2010 році переписна місцевість мала площу 0,55 км², уся площа — суходіл.

## Демографія
Згідно з переписом 2010 року, у переписній місцевості мешкало 18 осіб у 9 домогосподарствах у складі 6 родин. Густота населення становила 33 особи/км².  Було 54 помешкання (99/км²).
Расовий склад населення:
| - 100,0 % — білих |

До двох чи більше рас належало 0,0 %. Частка іспаномовних становила 5,6 % від усіх жителів.
За віковим діапазоном населення розподілялося таким чином: 5,6 % — особи молодші 18 років, 55,5 % — особи у віці 18—64 років, 38,9 % — особи у віці 65 років та старші. Медіана віку мешканця становила 58,0 року. На 100 осіб жіночої статі у переписній місцевості припадало 100,0 чоловіків;  на 100 жінок у віці від 18 років та старших — 112,5 чоловіків також старших 18 років.
Цивільне працевлаштоване населення становило 0 осіб. 